# Mustinsaari (ö i Birkaland)
Mustinsaari är en ö i Finland. Den ligger i sjön Vaskivesi och Visuvesi och i kommunen Ruovesi i den ekonomiska regionen  Övre Birkalands ekonomiska region  och landskapet Birkaland, i den sydvästra delen av landet, 220 km norr om huvudstaden Helsingfors. Öns area är 4,5 hektar och dess största längd är 400 meter i öst-västlig riktning.